# اولان (میسیسیپی)
اولان (به انگلیسی: Avalon) یک منطقهٔ مسکونی در ایالات متحده آمریکا است که در شهرستان کارول، میسیسیپی واقع شده‌است. اولان ۴۰٫۲۳ متر بالاتر از سطح دریا واقع شده‌است.